# Цимбал Григорій Корнелійович

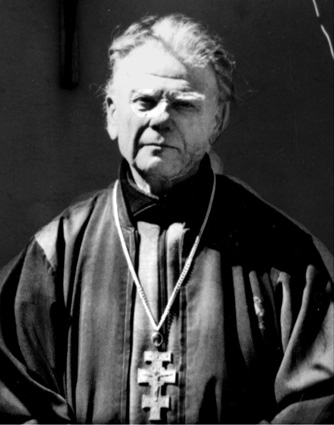
Григорій Цимбал, священик УГКЦ, в'язень сумління, який за свої релігійні переконання провів у таборах 15 років

Ци́мбал Григо́рій (1928 — 2007) — в'язень сумління.

## З життєпису
Родом з Черкащини. Працював на одній із шахт Донбасу. У 50-ті рр. ХХ ст. підпав під вплив групи істинно-православних християн (ІПХ). Разом з другом П. Сорокіним очолив молодіжну групу ІПХ у Краснодонському районі. Розгорнув бурхливу самвидавничу справу. Писав і роздавав краснодонцям літературу апокаліптично-есхатологічного й політичного змісту. Г. Цимбал агітував слухати передачі радіо «Бі-Бі-Сі» і «Голосу Америки», бо тільки там, за його словами, можна було почути правду про СРСР. Пророкував загибель Радянського Союзу.
Був заарештований і висланий у мордовські табори, де провів за свої релігійні переконання 15 років. У таборі познайомився з греко-католицьким митрополитом Львівським Йосифом Сліпим. Архієрей спеціально для вихідців із Донбасу заснував таємні богословські студії підпільної греко-католицької духовної семінарії. Г. Цимбал прослухав курси і став переконаним греко-католиком.
Після свого звільнення Григорій Цимбал працював шахтарем у Краснодарці Краснодонського району. Водночас він продовжив навчання, що проходило під наставництвом Степана Яворського у Вінниці. У вересні 1978 р. Цимбал був таємно рукопокладений у священницький сан єпископом УГКЦ Володимиром Стернюком. Отець Григорій майже щовечора служив відправи в обладнаній у своїй хаті капличці. Кожної відпустки священик їздив до Львова, Дрогобича, Борислава, Стебника, де підпільно відправляв богослужіння на квартирах греко-католиків.
На рубежі 80–90-х рр. ХХ ст. очолив громаду УГКЦ на Луганщині. З другої половини 90-х рр. до 2007 р. Григорій Цимбал продовжив своє служіння у Краснодарці.